# Đồng điệu
Đồng điệu (tên gốc tiếng Anh: Equals) là một phim điện ảnh chính kịch lãng mạn khoa học viễn tưởng năm 2015 của Mỹ được đạo diễn bởi Drake Doremus, cùng với sự sản xuất của Michael Pruss, Chip Diggins, Ann Ruak, Michael Schaefer, Ridley Scott, Jay Stern, và biên kịch bởi Nathan Parker từ một cốt truyện của Dormeus. Phim có sự góp mặt của Nicholas Hoult và Kristen Stewart trong vai hai người bị mắc một căn bệnh khiến họ trở nên có tình thương và xúc cảm ở trong một thế giới tương lai, nơi cảm xúc không tồn tại; một vài vai diễn khác được thể hiện bởi Guy Pearce và Jacki Weaver.
Đồng điệu được công chiếu trong phần thi quốc tế tại Liên hoan phim Venezia lần thứ 72. Phim được ra mắt tại Bắc Mỹ trong một chương trình giới thiệu đặc biệt nằm trong Liên hoan phim quốc tế Toronto năm 2015. Phim được phát hành vào ngày 26 tháng 5 năm 2016 bởi DirecTV Cinema, trước khi được phát hành giới hạn vào ngày 15 tháng 7 năm 2016 bởi A24. Tại Việt Nam, Đồng điệu được khởi chiếu vào ngày 26 tháng 5 năm 2016.

## Nội dung
Trong một xã hội tương lai sau chiến tranh, mọi cảm xúc và bệnh tật của loài người đều bị triệt tiêu và mọi người chung sống trong hòa bình. Nhưng khi một căn bệnh mới mang tên Switched On Syndrome xuất hiện, mọi thứ bắt đầu thay đổi đối với người vẽ hoạt họa Silas (Hoult). Anh bị mọi người xa lánh khi tiết lộ căn bệnh của mình, nhưng anh lại bị quyến rũ bởi người đồng nghiệp, cây viết Nia (Stewart), một người nhiễm bệnh nhưng đang giấu kín tình trạng của bản thân. Cuộc tình bí mật của họ mắt đầu phát triển, nhưng khi phương thuốc chữa trị cho căn bệnh được tìm ra, mối quan hệ cũng như khả năng cảm nhận cảm xúc của họ bắt đầu bị đe dọa. Với sự trợ giúp của những công dân cũng bị mắc bệnh khác, họ bắt đầu vạch ra một kế hoạch bỏ trốn, nhưng sau khi Nia nhận được lệnh triệu tập đi làm "nghĩa vụ mang thai", kế hoạch của họ bắt đầu có nguy cơ bị phá vỡ. Đến cuối cùng, Silas và Nia vẫn đi tới cùng với kế hoạch bỏ trốn của họ, và phương thuốc trị bệnh mà Silas đã lỡ tiêm vào đã không hoàn toàn có thể xóa được những cảm xúc của anh dành cho Nia.

## Diễn viên
- Nicholas Hoult vai Silas
- Kristen Stewart vai Nia
- Guy Pearce vai Jonas
- Jacki Weaver vai Bess
- Toby Huss vai George
- David Selby vai Leonard
- Kate Lyn Sheil vai Kate
- Rebecca Hazlewood vai Zoe
- Teo Yoo vai Peter
- Aurora Perrineau vai Iris
- Scott Lawrence vai Mark
- Bel Powley vai Rachel
- Seth Adams vai Security Guard
- Tom Stokes vai Dominic
- Kai Lennox vai Max
- Claudia Kim vai The Collective (giọng)

## Phát hành
Tháng 9, 2014, hình ảnh đầu tiên từ Đồng điệu được tiết lộ. Đồng điệu được bán bởi Mister Smith Entertainment cho hơn 35 vùng lãnh thổ để được phân phối tại Thị trường phim Cannes trong Liên hoan phim Cannes. Vào ngày 29 tháng 7 năm 2015, Đồng điệu được công bố là đã được chọn để tranh Giải Sư tử vàng tại Liên hoan phim Venezia lần thứ 72 và chính thức ra mắt trong liên hoan phim vào ngày 5 tháng 9 năm 2016. Ngày 18 tháng 8 năm 2015, phim được lựa chọn để được ra mắt thị trường Bắc Mỹ tại Liên hoan phim quốc tế Toronto năm 2015. Ngày 16 tháng 10 năm 2015, A24 Films cùng với DirecTV Cinema được thông báo đã mua được bản quyền phân phối cho Đồng điệu. Phim được chiếu trên DirecTV Cinema vào ngày 26 tháng 5 năm 2016, trước khi được phát hành giới hạn vào ngày 15 tháng 7 năm 2016.

## Tiếp nhận
Đồng điệu nhận được nhiều ý kiến trái chiều từ phía các nhà phê bình, tuy nhiên diễn xuất của dàn diễn viên lại được đánh giá cao. Hệ thống tổng hợp kết quả đánh giá Rotten Tomatoes đánh giá phim ở mức 33% dựa trên 64 nhận xét với số điểm trung bình ở mức 5/10. Trang mạng đánh giá chung, "Đồng điệu là một bữa thiết đãi cho đôi mắt, tuy nhiên thẩm mỹ tương lai của phim là chưa đủ cho nhịp phim nặng nề và cốt truyện trở vốn rất bâng quơ."  Metacritic chấm cho phim một mức điểm không cao 43 trên 100, dựa trên 27 nhà phê bình, với hầu hết là các nhận xét tiêu cực.
Peter Debruge từ tạp chí Variety cho đồng điệu một nhận xét tích cực, "Kristen Stewart và Nicholas Hoult trong vai hai công dân sống trong một tương lai vô cảm đã phải đấu tranh để hiểu được sức cuốn hút mà họ cảm được từ nhau trong mối tình khoa học viễn tưởng giản dị này." Trong khi đó, Indiewire chấm cho phim điểm C- và nêu rõ "sự bí ẩn diệu kì và kinh ngạc và khó thở của Đồng điệu, là một thứ gì đó trắng lóa có thể trở nên thật mờ đục."